# Chleuasicus atrosuperciliaris
El picoloro cejinegro (Chleuasicus atrosuperciliaris) es una especie de ave paseriforme de la familia Sylviidae que vive en el sureste de Asia. Actualmente se considera la única especie del género Chleuasicus, aunque anteriormente se clasificaba en el género Paradoxornis.

## Descripción
Mide alrededor de 15 cm de largo, incluida su larga cola. El plumaje de sus partes superiores es pardo oliváceo o grisáceo, mientras que sus partes inferiores son de color crema. Su cabeza es de color castaño anaranjado, excepto la zona comprendida por la garganta, la parte frontal de las mejillas y alrededor de los ojos que son de color blanquecino, enmarcadas por una pequeña medialuna negra sobre el ojo, que da nombre a la especie.

## Distribución y hábitat
Se encuentra diseminado por los bosques de montaña desde el Himalaya oriental hasta los montes del noreste de Indochina, distribuido por Bután, Birmania, el sur de China, el noreste de la India, y el norte de Laos, Tailandia y Vietnam.